# Jean Grey
Jean Grey är en superhjältinna som är medlem av superhjältegruppen X-Men skapade av Marvel. Hon är även känd som Marvel Girl, Phoenix och Dark Phoenix. Hennes förmågor är empatiska, telepatiska och telekinetiska. 

## Biografi
Hennes krafter kom till henne första gången då en påkörd barndomskamrat dog i hennes armar. Efter denna händelse antogs hon, under sitt dåvarande superhjältenamn Marvel Girl till Professor X skola för begåvade ungdomar där hon mötte Scott Summers (Cyclops) för första gången. De blev kära och ett par. Efter ett uppdrag i rymden skulle hela gruppen ha återvänt till jorden i sitt flygplan av Lockheed-typ. På grund av ett fel så kunde hela gruppen ha dött av strålning. Istället offrade Jean Grey till synes sitt liv genom att landa planet medan de andra sattes i säkerhet i ett strålningskyddat utrymme.
Strax efter haveriet dök en person upp ur vattnet i Jamaica Bay där planet hade hamnat. Detta var Phoenix som hade övertalat Jean Grey att låna ut sitt utseende och sina minnen åt denna galaktiska kraft. Kraften mångdubblade Jeans Greys ursprungliga förmåga. Med tiden blev dock Phoenix korrupt av sina mänskliga känslor, manipulerades av Hellfire Club och förvandlades till Dark Phoenix, utrotade en hel värld och blev galaxens mest efterlysta person. Hon tog livet av sin nuvarande mänskliga form på månens baksida. Phoenix försökte sedan återvända till Jean Grey, men Jean stötte bort de hemska minnena som orsakats av tiden som Dark Phoenix. Phoenix reste vidare och fann Madelyne Pryor, en klon av Jean som Mr Sinister hade skapat och gav istället denna både sina och Jeans fulla minnen.
Med tiden avslöjades det att Jean Greys kropp fanns kvar på botten av Jamaica Bay där planet först havererat, men vid det laget hade redan Cyclops gift sig med Madelyne Pryor. Han kom dock ändå till hennes sida och efter att Madelyne blivit galen och försökt ta New York med sig i fallet var Cyclops åter ledig. Madelyne hade dock försökt att döda både sig själv och Jean när de under striden var telepatiskt länkade till varandra, och för att rädda sig själv hade Jean accepterat att ta emot en liten del av Phoenix. Scott och Jean gifte sig så småningom.
The Phoenix Force är en kraft som bygger upp, förstör, dör och stiger ånyo ur askan. Många är de superskurkar som har gått under för den under årens lopp. Den är en referens till myten om Fågel Fenix, en magisk, gyllende fågel som eldade upp sig själv för att kunna kläckas på nytt ur sitt eget ägg.

## Filmografi
- X-Men (2000), spelad av Famke Janssen.
- X2: X-Men United (2003), spelad av Famke Janssen.
- X-Men: The Last Stand (2006), spelad av Famke Janssen.
- The Wolverine (2013), spelad av Famke Janssen.
- X-Men: Days of Future Past (2014), spelad av Famke Janssen.
- X-Men: Apocalypse (2016), spelad av Sophie Turner.